# Anna Laszuk
Anna Laszuk (née le 9 novembre 1969 à Varsovie et morte le 12 octobre 2012 à Varsovie) est une journaliste et animatrice de radio et une militante féministe polonaise.
Animatrice de la radio TOK FM, elle fait publiquement son coming-out en 2006, lorsqu'elle publie un livre recueillant des témoignages de femmes lesbiennes. Elle s'engage alors pour la communauté LGBT en Pologne, notamment en publiant un deuxième livre en 2010 pour expliquer l'homophobie aux adolescents. Atteinte d'un cancer, elle décède en 2012, à presque 43 ans. L'annonce de sa mort émeut de nombreux auditeurs, et un prix Anna Laszuk est décerné chaque année depuis 2013 par TOK FM, pour récompenser des travaux jugés positifs pour la société polonaise.

## Biographie
Elle fréquente l'École de musique Karol Szymanowski (pl) à Varsovie, et après avoir obtenu un diplôme de musicienne, elle étudie le piano pendant un an à l'Université Frédéric-Chopin. Puis elle s'oriente vers la psychologie et commence à travailler en tant qu'animatrice d'ateliers thérapeutiques et dans des centres de réhabilitation.

### Carrière à TOK FM
Elle commence sa carrière à la radio TOK FM (pl) en 1999, en tant que directrice de la programmation. En 2000, elle devient animatrice et se fait connaître pour Komentarze, une émission quotidienne d’échange avec un ou des invités sur des sujets divers, entre 10 heures et midi,. De nombreux stagiaires apprennent le métier de journaliste à ses côtés. Elle soutient l’idée qu’un journaliste ayant forcément des opinions, il ne peut pas être objectif et doit en être conscient,. Elle a une préférence pour les sujets sociaux et scientifiques, mais aussi propres à la société polonaise, comme le rôle de l’Église, l’avortement et la situation des femmes,. Elle est une des animatrices les plus appréciées par les auditeurs de TOK FM.

### Engagement féministe et LGBT
Elle se découvre lesbienne à 17 ans et s’engage pour la représentation des LGBT dès les années 2000. Entre 2004 et 2006, elle parcourt la Pologne pour rencontrer des femmes lesbiennes issues de tous les milieux et de toutes les générations, afin de récupérer leurs témoignages. Elle les publie dans un livre en 2006, Dziewczyny, wyjdźcie z szafy! (Les filles, sortez du placard !),. Ce livre est l’occasion pour elle de faire publiquement son coming-out. Par la suite, elle joue un rôle de plus en plus important pour la communauté lesbienne polonaise, en devenant rédactrice en chef du magazine Furia, en organisant des marches pour l’égalité et en publiant en 2010 un livre pour les jeunes sur l’homophobie, Małą książkę o homofobii (Petit livre sur l’homophobie),. Féministe, elle anime une émission de télévision sur la chaîne Ale Kino+, intitulée Kino mówi gender (Le cinéma parle du genre).
Elle maintient son engagement malgré sa lassitude à être considérée comme une « lesbienne publique » et à devoir répondre toujours aux mêmes questions de journalistes, notamment sur son coming-out.

### Décès
Elle se découvre atteinte d’un cancer en 2012. Malgré une opération et une chimiothérapie, elle décède le 12 octobre 2012,. Elle passe ses derniers mois à lire de nombreux livres, notamment les conférences de Richard Feynman et Hyperspace de Michio Kaku. Son absence de TOK FM inquiète des auditeurs qui craignent qu’elle n’ait été écartée pour des raisons politiques. L’annonce de son décès émeut de nombreux habitués, qui la considèrent comme la « meilleure journaliste de TOK FM ».
Conformément à ses dernières volontés, elle est incinérée et ses obsèques ont lieu lors d’une cérémonie laïque.

## Reconnaissance
En 2013, TOK FM (pl) crée le prix annuel Anna Laszuk. La récompense est décernée pour « des activités, un travail ou une expression courageux, non conventionnels et inhabituels, qui ont eu un impact significatif sur la sensibilisation du public et le changement de la vie polonaise. »

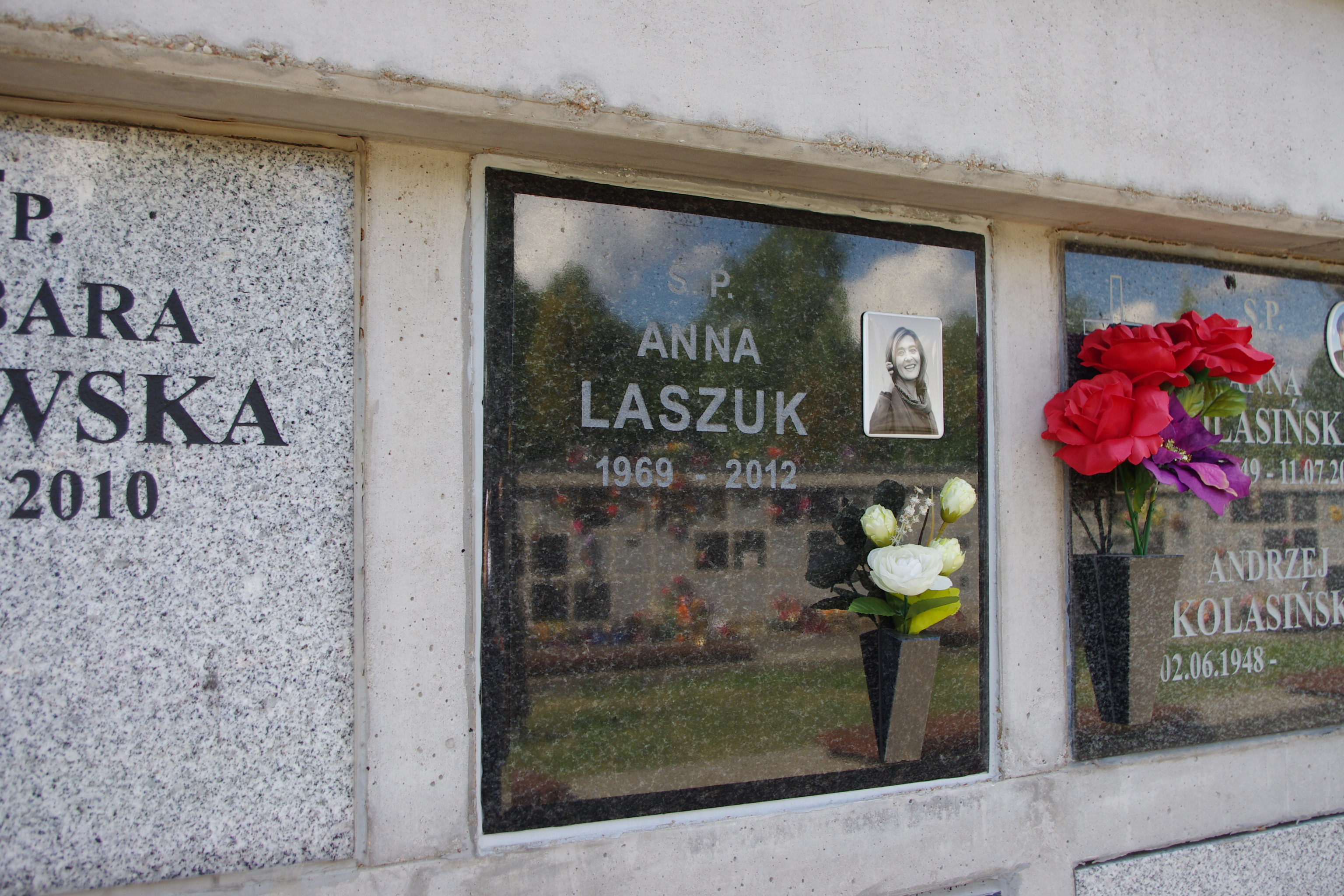
La tombe d'Anna Laszuk à Varsovie.

## Publications
- (pl) Dziewczyny, wyjdźcie z szafy! [« Les filles, sortez du placard ! »], Varsovie, Fondation Lorga, 2006 (ISBN 978-83-9235-541-0).
- (pl) Mała książka o homofobii [« Petit livre de l'homophobie »], Varsovie, Czarna Owca, 2010 (ISBN 978-83-7554-241-7).